# Pavlik Morozov
Pavel Trofimovič Morozov (rus. Па́вел Трофи́мович Моро́зов, 14. studenog 1918. – 3. rujna 1932.), poznatiji pod imenom Pavlik ili Pavka, bio je ruski dječak kojega je propaganda Sovjetskog Saveza slavila kao mučenika. Postao je poznat nakon što je u studenom 1931. godine, kao trinaestogodišnjak, prijavio svog oca vlastima i pokazivao gdje suseljani sakrivaju žito od prisilnog otkupa, da bi ga - nakon što je njegov otac osuđen na 10 godina robije - ubilo nekoliko članova vlastite obitelji.  
Bila je to sovjetska "moralna priča s poukom": protivljenje državi je sebično i reakcionarno, a država je uvijek na prvom mjestu, ispred obitelji; uzvišena je zadaća sela da preda državi žito i druge svoje proizvode po niskim cijenama, makar nakon toga samo ostalo u oskudici.  
Priča o Pavliku bila je obvezna školska lektira, tema dječjih pjesama, drama, pa čak i cijele opere. O Pavliku je bilo napisano čak šest biografija, iako su se pritom koristili podaci po pričanju posrednih, a ne izvornih svjedoka.  
Prema novijim istraživanjima, priča, posebice dio o prijavi i suđenju, u većem je dijelu izmišljena. Međutim nije upitno da je Pavlik bio stvaran dječak koji je bio ubijen u rješavanju nekih domaćih razmirica. Nije, također, upitno da su sovjetske vlasti osudile na dugogodišnju robiju njegovog oca - a 13 godina kasnije i Pavlikovog mlađeg brata; ovoga nakon što je pod prisilom priznao da se tijekom Drugog svjetskog rata spremao prebjeći Nijemcima. Nije, također, upitno da su za njegovo ubojstvo osuđeni njegov djed, baka, stric i bratić, koji su potom svi pogubljeni. 

## Propagandna priča
Najpopularnija verzija priče o Pavliku Morozovu bila je ona da je on rođen u siromašnoj obitelji u selu Gerašimovka nedaleko Jekaterinburga (jugozapadni Sibir) u Rusiji; da je bio predan komunist, vođa Pionirskog odreda u svojoj školi i gorljivi pristalica Staljinove ideje o kolektivizaciji. 
Kao trinaestogodišnji dječak, Pavlik je je 25. studenog 1931. godine prijavio svog oca Trofima - inače predsjednika seoskog sovjeta - tajnoj policiji NKVD-u. Navodno je otac krivotvorio dokumente i potom ih prodavao bogatim seljacima (valjda im davao potvrde da su ispunili obvezu rada za kolektiv, kako bi oni mogli raditi na vlastitoj zemlji). Po drugim verzijama, otac je bio krivac za skrivanje žita od države; možda je bio odgovoran i za jedno i za drugo. Nakon suđenja gdje je Pavlik pred sucima svjedočio protiv oca koji je omogućio suseljanima da od države sakriju svoje žito, njegov otac je osuđen na deset godina robije i, premda njegova daljnja sudbina nije poznata, izgleda da je otac u zatočeništvu izgubio život.
Pavlikova je obitelj gnjevno prihvatila njegove postupke, te su ga 3. rujna 1932. godine ubili njegov djed, baka, stric i bratić, zajedno s mlađim bratom. Ubojice su bile uhićene od strane NKVD-a i poslane na suđenje.
Desetci tisuća brzojava pristizali su iz cijelog SSSR-a, sa zahtjevima da se Pavlikove ubojice najstrože kazni; svi su oni doista osuđeni na smrt i strijeljani. 
Sovjetska propaganda je Pavlika proglasila mučenikom ubijenim od strane reakcionara. Otada su se nizali spomenici s njegovim likom, a brojne su škole i pionirske odrede nazivali njemu u čast. Za njega je napisana i opera i brojne pjesme. Škola u Gerašimovci, koju je Pavlik pohađao, postala je poput svetišta koje su posjećivale školske ekskurzije iz cijelog Sovjetskog Saveza.

## Sudbina obitelji
Vlasti su pronašle tijelo Pavlikovog 4 godine mlađeg brata; brzo i brutalno provedena istraga nije dala odgovor na pitanje što se s njime dogodilo. Članovi obitelji koji su proglašeni krivima za ubojstva dvojice dječaka, svi su pogubljeni.
Izgleda da se Pavlikov otac Trofim Morozov nije nikada vratio s robije, nego je ondje izgubio život, kakav je bio vrlo čest slučaj u Staljinovo doba.
Pavlikova majka Tatjana se s njegovom preostalom braćom Romanom (rođ. 1922.) i Aleksejem (rođ. 1928.) odselila u Alupku na obali Krima, tretirana kao slavna i zaslužna osoba. 
Tijekom drugog svjetskog rata, u kojem su ratne operacije zahvatile Krim, njen je sin Roman umro, a preostali sin Aleksej je osumnjičen za suradnju s Nijemcima, te je nakon iznuđenog priznanja osuđen na 10 godina robije; njegova majka je primljena kod šefa staljinovog represivnog sustava Lavrentija Berije, ali nije izmolila da mu kazna bude smanjena ni za dan - otpušten je tek 1955. godine.

## Izmišljeni dijelovi legende
Nakon raspada Sovjetskog Saveza pokazalo se da se propagandne fabule međusobno razlikuju i da nisu sastavljene na pouzdanim izvorima, čak ni s nekom osobitom željom da se ostane u zoni istine. Catriona Kelly u svojoj knjizi iz 2005. godine, "Drug Pavlik: Uspon i pad sovjetskog dječaka heroja" (Comrade Pavlik: The Rise and Fall of a Soviet Boy Hero) je uspjela dokazati da se podaci na kojima se temeljio propagandni mit, temelje na izjavama iz druge ruke, i da većim dijelom ne odgovaraju stvarnosti. 
Pavlikovo selo u jugozapadnom Sibiru je bilo izrazito siromašno, a stanovnici su skoro svi bili nepismeni (zapisnike u istrazi ubojstva su uglavnom potpisivali otiskom prsta): daleko od kulise uzornog sela u kakvo su kasnije hodočastila djeca Sovjetskog Saveza. Djeca u školi čak nisu imala tintu, nego su pisala koristeći "sok" od zgnječenih buba. Sam Pavel nikad nije imao odjeću urednog sovjetskog pionira, s kakvom je prikazivan na propagandnim portretima.
Pavlikov otac je postao jednim od šefova mjesne samouprave, a s vremenom je počeo piti i odlaziti ljubavnicama. Izgleda da je bio popustljiv sa seljacima iz bogatijih obitelji, "kulacima", koji su bili trn u oku vladajućoj partiji i nekim siromašnim seljacima koji bi se veselili ako su zahvaljujući sovjetskim reformama i ti njihovi bogatiji susjedi postali siromasi; dapače smatrali su da je pravilno da budu moralno indignirani jer se u selu još uvijek vide neke socijalne razlike. Nakon svađa je Trofim Morozov napustio Pavlikovu majku Tatjanu s četvero djece, pa je Pavlik bio na oca ogorčen - što ga je moglo potaknuti da oca prijavi vlastima, prije nego goruća ljubav prema komunističkoj državi. 
Izgleda da je Pavlik na nagovor starijih (i, izgleda, nepismenih) nezadovoljnika svojom rukom napisao prijavu protiv vlastitog oca, zbog raznih nepravilnosti koje mu je dio sela predbacivao. NKVD je upao u selo, a Pavlik je pokazivao gdje seljani skrivaju nedopuštene zalihe (u to je vrijeme komunistička vlast po izrazito niskim cijenama otkupljivala poljoprivredne proizvode, ostavljajući seljake napola ili posve gladnima; izvozom hrane se financiralo izgradnju industrije, koja je trebala pripremiti Sovjetski Savez za očekivani rat za obranu socijalizma i ujedno u zemlju s mnogo proletarijata) i odavao tko sudjeluje u nedopuštenom skrivanju hrane.
Uočilo se kako je sovjetska propaganda mijenjala "službenu propagandnu" verziju s vremena na vrijeme: u nekim slučajevima govori se da krivnja Pavlikova oca nije u tome što je krivotvorio dokumente radi njihovog prodavanja banditima  ("banditima" se nazivalo sve koju su kršili neki od krutih i često neljudskih sovjetskih propisa), već što je stvarao vlastite zalihe žita, ne htijući ga predati u kolhoz; drugi put se pak navodi da Pavlik oca nije prijavio NKVD-u već školskoj učiteljici. Jedina sačuvana Pavlikova fotografija prikazuje slabo uhranjeno dijete, koje gotovo da nema sličnosti s djetetom koje se moglo vidjeti u udžbenicima i na spomenicima diljem SSSR-a.  
Prema jednoj verziji, Pavlik uopće i nije prijavio svog oca - NKVD-ovci su u tim godinama progonili ljude bez puno brige za detalje, te su u svoje zapisnike upisivali što im se prohtjelo, osobito kada su posrijedi bila saslušavanja nepismenih ljudi - a bio je ubijen slučajno u tijeku prepirke s rođacima. 
U svakom slučaju, nema sumnje da je Pavlik bio stvarna osoba čiju je nesretnu sudbinu staljinovska propaganda iskoristila kako bi među najmlađim građanima Sovjetskog Saveza jačala "svijest" kako odanost državi ima prednost pred ljubavi prema roditeljima i lojalnosti obitelji; također da se izazove nelagoda kod odraslih stanovnika, koji se se još više bojali da će ih netko prijaviti vlastima ako ne rade posve kako se od njih očekuje.

## Vanjske poveznice
- Death in Taiga: Soviet Childhood, "The Economist", 2. lipnja 2005.
- Yuri Druzhnikov, Informer 001: The Myth of Pavlik Morozov, Transaction Publishers, 1996.
- Catriona Kelly, Comrade Pavlik: The Rise and Fall of a Soviet Boy Hero, Granta Books, 2005.
- Soviet Hero Pavlik Morozov Still Mysterious  Arhivirana inačica izvorne stranice od 26. rujna 2019. (Wayback Machine), "Pravda", 23. rujna 2003., pristupljeno 26. rujna 2019. (engleski)
- Squalid truth of Stalin's little martyr  Arhivirana inačica izvorne stranice od 2. srpnja 2004. (Wayback Machine)